# Live Twenty-Five
Live Twenty-Five è un album dal vivo del gruppo musicale statunitense 10,000 Maniacs, pubblicato nel 2006.

## Tracce
1. What's the Matter Here? – 4:52
2. Candy Everybody Wants – 3:17
3. Trouble Me – 3:16
4. Eden – 4:06
5. Don't Talk – 5:26
6. Send Me off with a Kiss – 5:04
7. City of Angels – 4:34
8. Stockton Gala Days – 8:12
9. Because the Night – 4:31
10. These Are Days – 6:34
11. My Sister Rose – 3:43
12. Hey Jack Kerouac – 3:38
13. Few and Far Between – 4:31
14. Angel of Harlem – 6:02

## Formazione
- Jerome Augustyniak – batteria, percusisioni
- Dennis Drew – organo, piano
- Jeff Erickson – chitarra
- Steve Gustafson – basso
- Mary Ramsey – violino elettrico
- Oskar Saville – voce